# Кесон-Сити
Ке́сон-Си́ти (таг. Lungsod ng Quezon, англ. Quezon City, исп. Ciudad Quezón) — город на филиппинском острове Лусон. Крупнейший город Национального столичного региона и Филиппин. Город назван в честь Мануэля Кесона, бывшего президента Содружества Филиппин, который основал город. Кесон-Сити не расположен в провинции Кесон, которая также была названа в честь президента. Включает в себя 142 барангая.
В городе развиты лёгкая, пищевая, химическая и металлообрабатывающая промышленности. Здесь расположен главный государственный университет страны.
Средняя годовая температура 27,8 °C, средняя температура января 27 °C, июля 28,3 °C. За год выпадает 2167 мм осадков.

## История

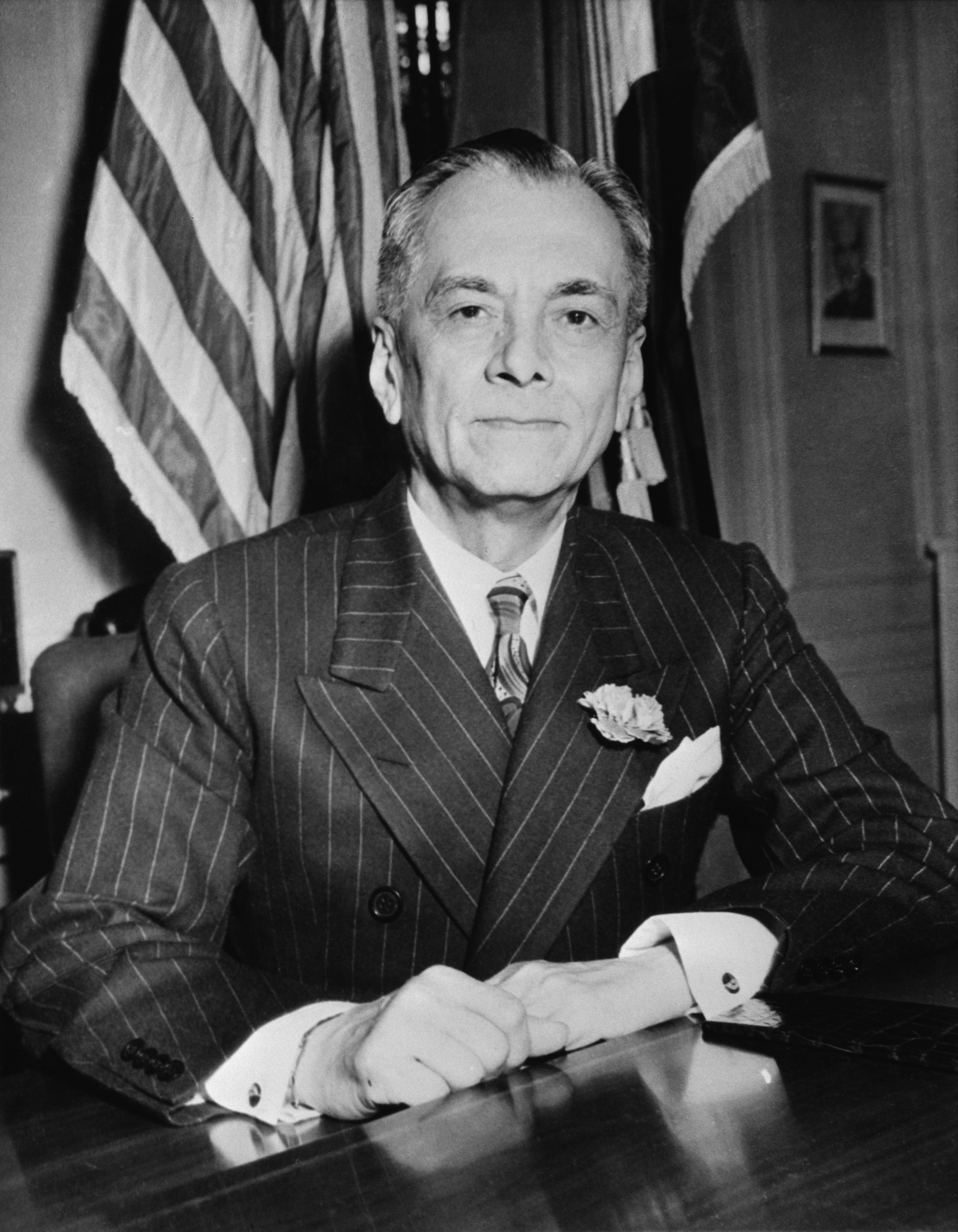
Президент Мануэль Кесон

В начале XX века президент Филиппин Мануэль Кесон мечтал о городе, который стал бы будущей столицей страны, чтобы заменить Манилу. Считается, что его поездка в Мехико оказала влияние на его планы.
Кесон-Сити построен на месте небольших городков Сан-Франсиско-Дель-Монте, Новаличес и Балинтавак. Идея строительства Кесон-Сити в качестве новой столицы Филиппин принадлежит президенту Мануэлю Кесону. Решение о проектировании новой столицы было принято президентом Кесоном в 1938 году. В качестве причин переноса столицы из Манилы были заявлены её перенаселённость и неудачное, с точки зрения военных, расположение на берегу моря. Датой основания города считается 12 октября 1939 года — дата вступления в силу закона о начале строительства нового города.
В 1941 году был принят генеральный план нового города. Ядром города должен был стать центральный парк площадью 400 га, ограниченный со всех сторон проспектами.
17 июля 1948 года Кесон-Сити был объявлен новой столицей страны. С 1975 года Кесон-Сити является одним из 17 городов и муниципалитетов, входящих в Столичный регион. В 1976 году столица Филиппин была возвращена в Манилу. 22 февраля 1986 года Кесон-Сити стал местом бескровной Жёлтой революции.
18 марта 1996 года в клубе «Озон Диско», расположенном на улице Timog Avenue, произошёл пожар, в котором погибли 162 человека, из которых около 150 были подростками. Это происшествие является (по состоянию на 2014 год) самым смертоносным пожаром в истории Филиппин и занимает 8-е место в списке крупнейших пожаров в ночных клубах в мире.

## Население
Кесон-Сити стал первым городом страны по численности населения в 1990 году, когда он окончательно опередил Манилу. Согласно переписи 2015 года, население Кесон-Сити составляло 2,936,116 человек, что более чем на 1,1 млн человек больше, чем в Маниле.